# Bindon Stoney
Bindon Blood Stoney (Contea di Offaly, 13 giugno 1828 – Dublino, 5 maggio 1909) è stato un ingegnere e astronomo irlandese.

## Biografia
Era figlio di George Stoney e Anne Blood (1801–1883). Il 7 ottobre 1879 si sposò con Susannah Frances Walke da cui ebbe quattro figli. È sepolto nel cimitero di Mount Jerome.

## Famiglia
Suo fratello era il fisico George Johnstone Stoney, noto per aver introdotto il termine elettrone come "quantità unitaria fondamentale di elettricità". Fu zio di un altro fisico irlandese, George Francis FitzGerald, figlio di sua sorella Anne Frances. Sue nipoti furono anche Edith Anne Stoney, pioniera della fisica medica, e Florence Stoney, la prima donna radiologa del Regno Unito.

## Astronomia
Negli anni 1850–52, prima di cominciare la sua attività come ingegnere civile, Stoney divenne assistente dell'astronomo William Parsons Birr, nella Contea di Offaly. Qui preparò una accurata mappa della Galassia di Andromeda e osservò 105 oggetti che furono successivamente inseriti nel New General Catalogue e 8 oggetti inseriti nell'Index Catalogue. 91 degli oggetti NGC erano nuovi, come pure tutti quelli inseriti nell'Index Catalogue.
Il 1 marzo 1851 scoprì la galassia a spirale NGC 5609, che è la galassia visualmente più lontana inserita nel New General Catalogue.

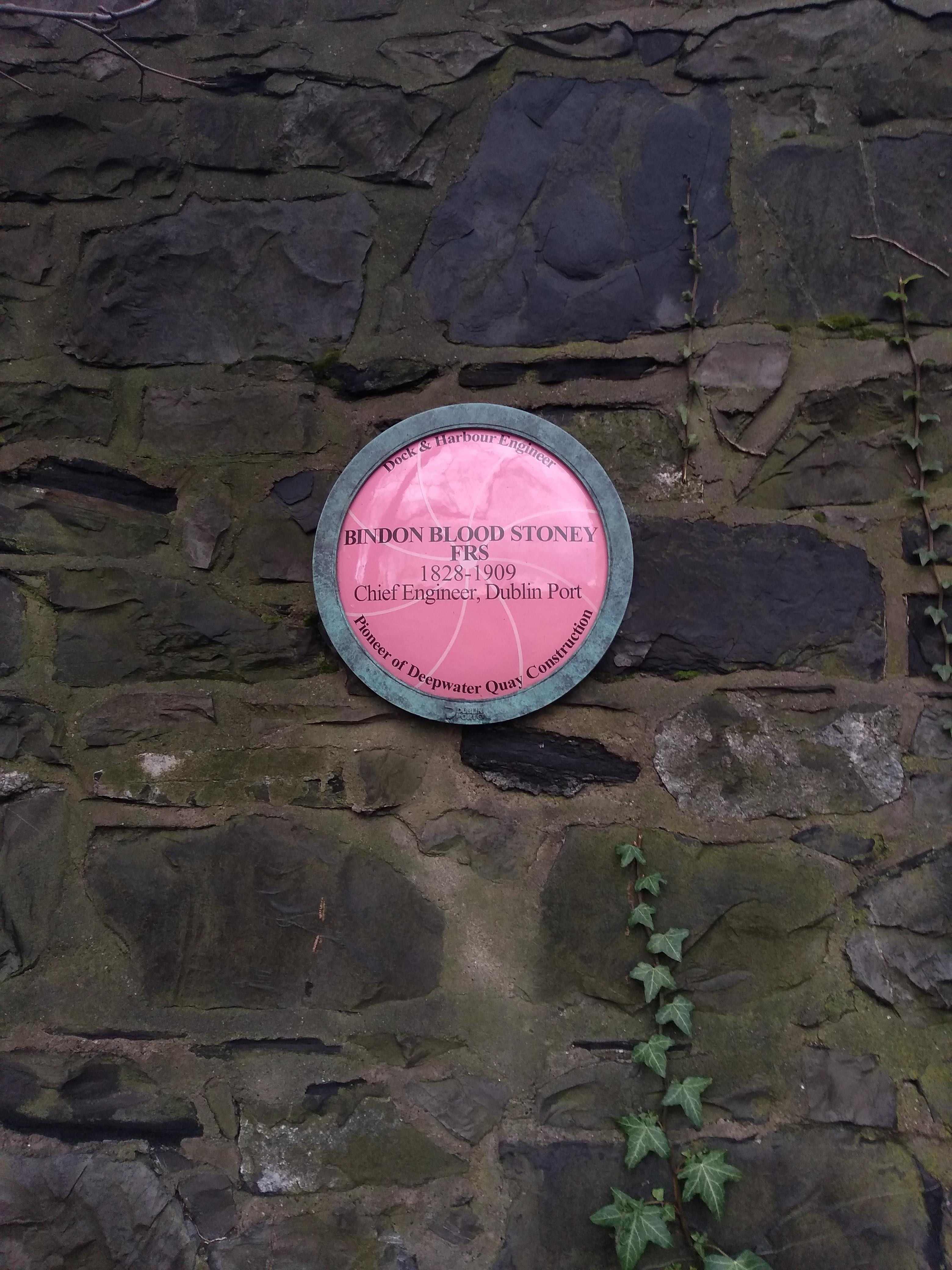
Targa dedicata a Stoney al Dublin Port Centre

## Riconoscimenti
Bindon Stoney fu ammesso alla Royal Irish Academy nel 1857. Ricevette anche una laurea honoris causa dall'University College Dublin per i risultati ottenuti nel campo dell'ingegneria civile e fu eletto presidente dell'Institution of Civil Engineers of Ireland nel 1871. Divenne Fellow of the Royal Society il 2 giugno 1881.
La Stoney Road nell'East Wall del porto di Dublino è così denominata in suo onore.

## Fonti
- Ronald C. Cox, Bindon Blood Stoney: biography of a port engineer, Irish Engineering Publications, 1990, ISBN 978-0-904083-02-6.